# Énergie à Trinité-et-Tobago
Le secteur de l'énergie à Trinité-et-Tobago est central dans l'économie de la république de Trinité-et-Tobago, État insulaire au large du Venezuela, qui est un producteur de pétrole et surtout de gaz naturel.

## Secteur amont

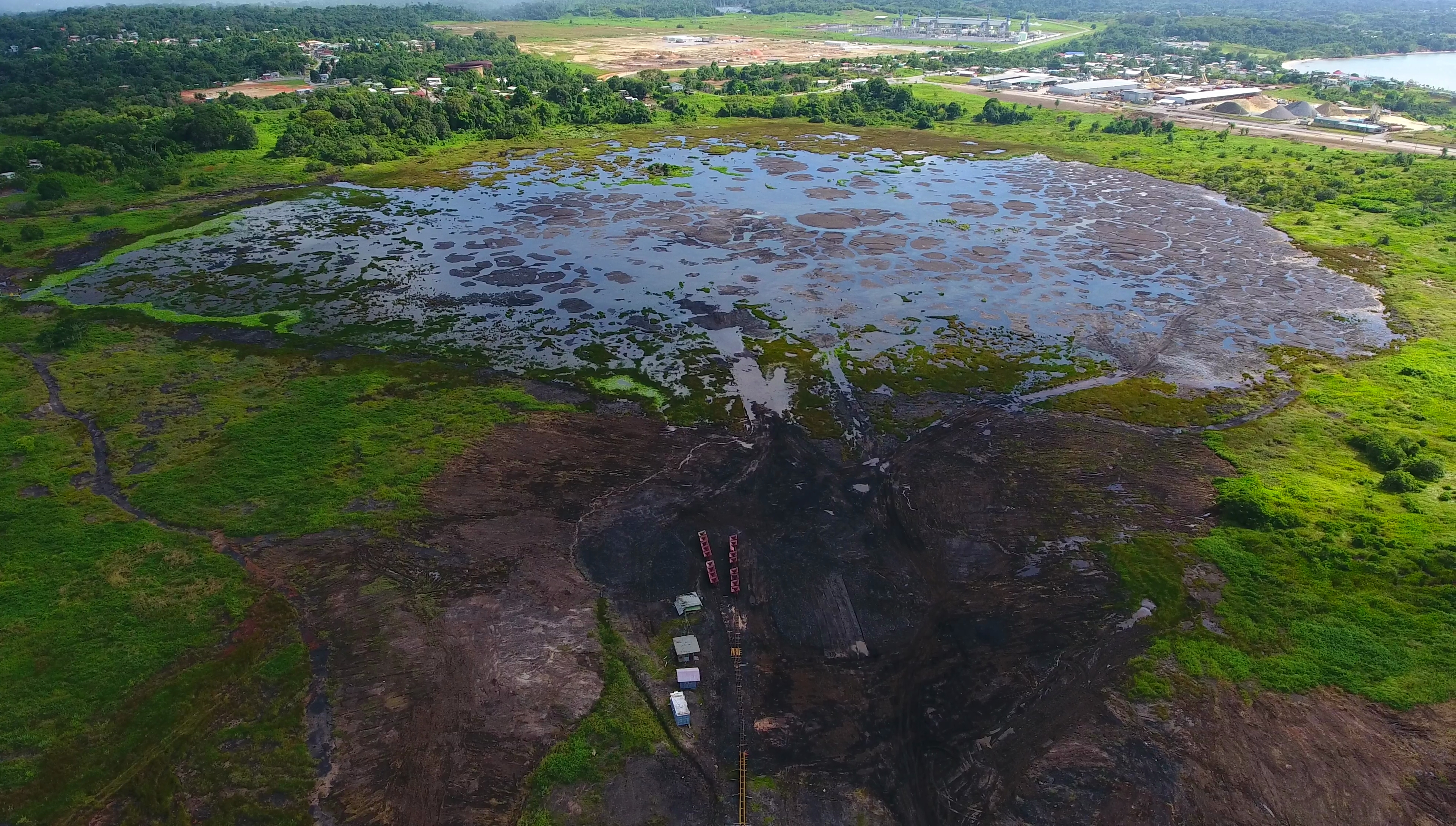
La fosse à bitume de La Brea

L'existence d'un système pétrolier actif à Trinidad est manifesté par la présence, près de La Brea (Trinité-et-Tobago), du pitch lake, une vaste Fosse à bitume, décrite dès 1595 par Walter Raleigh. Dès les années 1860, époque du balbutiement de l'industrie pétrolière, on enregistre à Trinidad des tentatives, peu fructueuses, d'utiliser le bitume du Pitch Lake comme combustible, et de creuser des puits de pétrole à proximité.
L'industrie pétrolière démarre vraiment sur l’île de la Trinité à partir de 1900, alors que la demande pour les carburants pétroliers explose avec l'arrivée de l'automobile. Le gouvernement britannique soutient l'exploration, recherchant des sources de pétrole dans son Empire, surtout après la décision de Winston Churchill de basculer la Royal Navy vers l'utilisation du pétrole. Du pétrole est exporté pour la première fois en 1911. Il s'ensuit une ruée vers l'or noir à l'échelle de l'île, avec la création de 50 compagnies pétrolières (la plupart éphémères) avant 1933.
Géologiquement, le pays possèdent deux régions productrices différentes. Le bassin de la Trinité est un bassin tertiaire, dont les roches-sources datent du Miocène. Il s'étend dans le golfe de Paria, sur l'île de la Trinité et à l'est en offshore. Le gaz devient de plus en plus prédominant sur le pétrole vers l'est du bassin. La fosse de Tobago, au nord des îles, est un bassin distinct, entière offshore et offrant surtout du gaz.
La production de pétrole a culminé en 1978 à 230 000 barils/jours et a graduellement diminué pour atteindre aujourd'hui moins de la moitié de cette valeur. La production de gaz, de son côté, a atteint un record de 44,8 km3 en 2010, et a alors amorcé sa diminution, tombant à 34,4 km3 en 2016. Les réserves prouvées ont diminué, s'établissant à 300 km3, soit moins de neuf ans de production.

## Secteur aval

### Exportations de gaz naturel liquéfié

Production et exports (en vert) de gaz naturel

L'usine Atlantic LNG se situe à Point Fortin. Construite par un consortium liant Trinidad à Amoco et British Gas, elle a expédié son premier cargo en avril 1999 avec une première unité de liquéfaction d'une capacité de 3 Mt/an. Une deuxième unité est entrée en service en 2002, une troisième en 2003 et une dernière (de capacité supérieure : 5,2 Mt/an) en 2005. Chaque unité diffère par son actionnariat, et est alimentée par les gisements exploités par ses financeurs.
Initialement, le gaz naturel liquéfié était expédié vers les ports méthaniers américains sur la côte du golfe du Mexique. Cependant, avec l'essor du gaz de schiste dans ce pays, les importations américaines ont chuté, et Atlantic LNG a trouvé d'autres clients, notamment en Amérique (Chili en tête).
Les exportations de GNL absorbent ainsi 43 % du gaz produit par le pays. Le GNL est son principal produit d'exportation, avec en 2015 des recettes de quatre milliards de dollars, sur un total de onze milliards d'exportations.

### Industrie pétrochimique

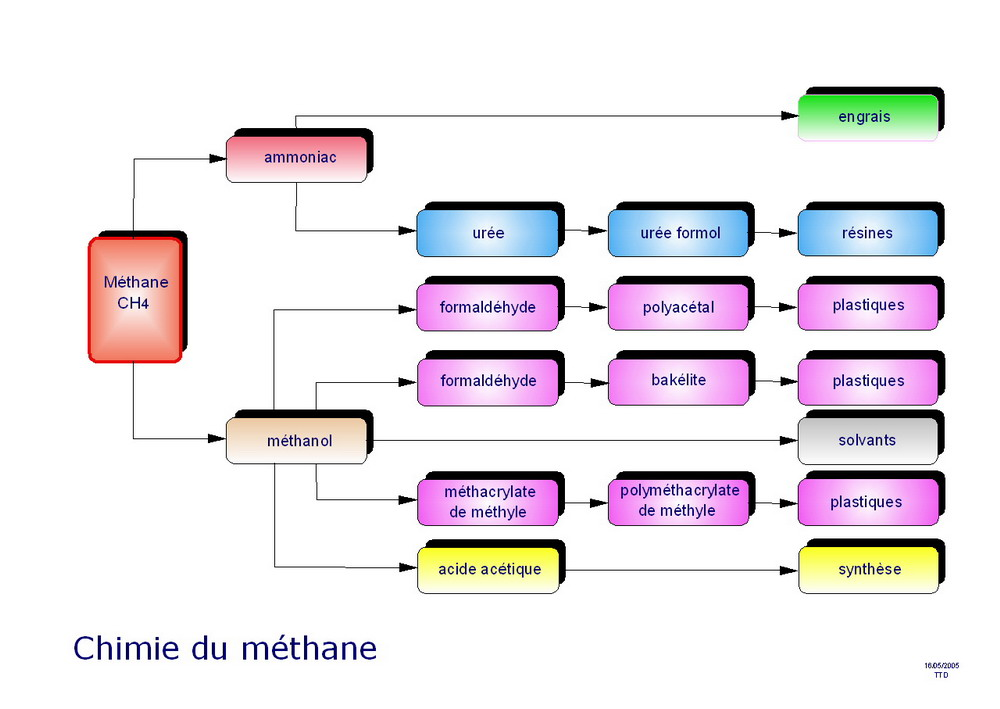
Trinidad est un très gros exportateur de méthanol et d'ammoniac, briques de base de l'industrie chimique

À côté de l'exportation de GNL, l'autre application principale du gaz de Trinité-et-Tobago est de nourrir une énorme industrie pétrochimique. Trinidad possède ainsi sept usines de méthanol, alcool de synthèse utilisé dans la confection de carburant, pour l'élaboration de produits chimiques plus complexes et comme solvant.

### Raffinage et exportation de pétrole

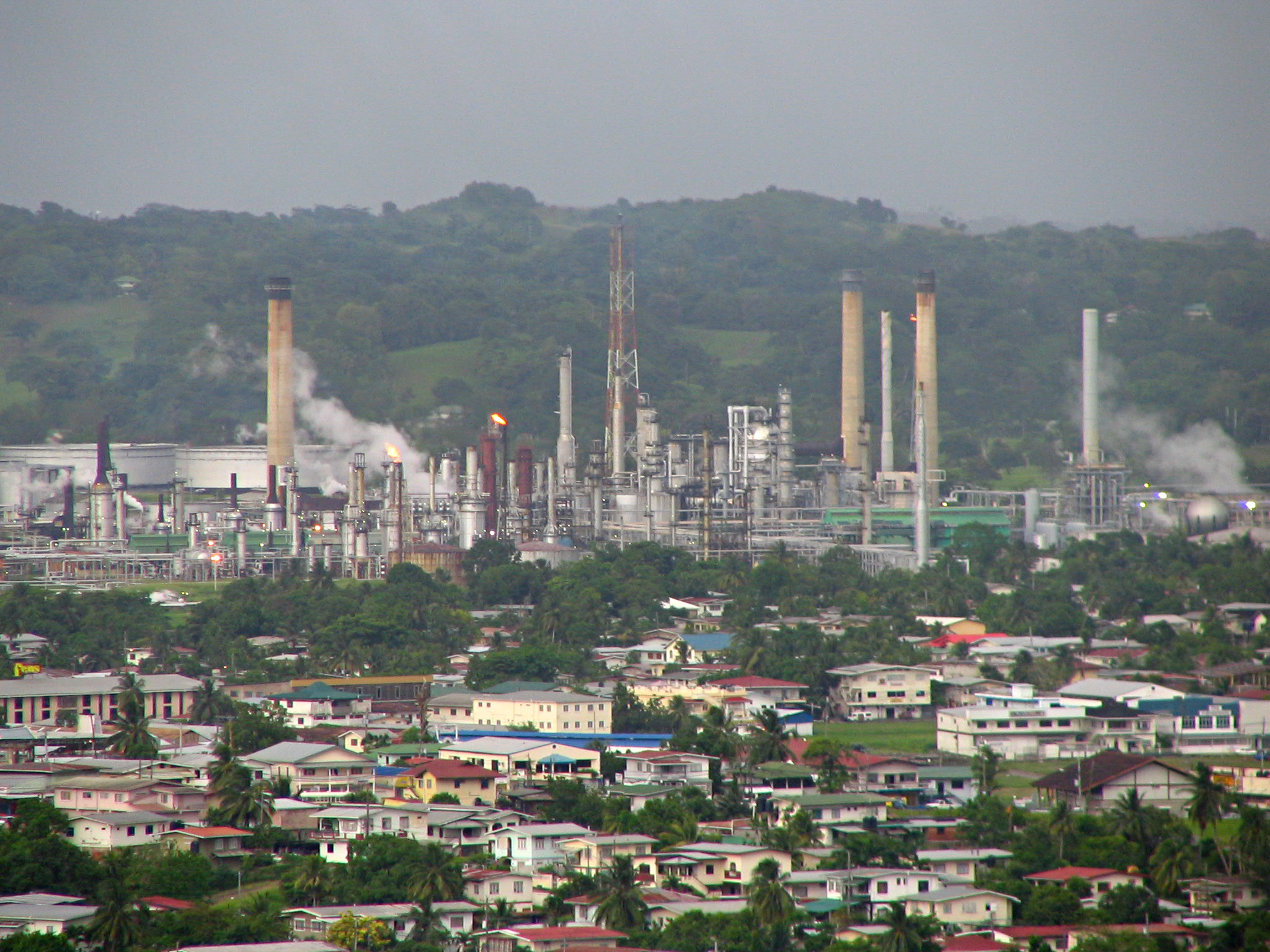
La raffinerie

Le pays possède une seule raffinerie de pétrole, située à Pointe-à-Pierre et contrôlée par Petrotrin, entreprise publique. D'autres raffineries ont existé : en 1919 l'île en possédait cinq.
La capacité de raffinage est de 165 000 barils par jour ce qui dépasse largement la production du pays, et à plus forte raison sa consommation. Trinité-et-Tobago joue ainsi un rôle d'intermédiaire : environ 100 000 barils par jour de brut sont importés, principalement de Russie et de Colombie pour être raffinés en complément de la production des gisements nationaux, et des produits raffinés sont exportés.

### Consommation locale
Trinidad consomme 44 000 barils par jour de pétrole . Il s'agit essentiellement d'essence, de diesel et de carburéacteur pour les transports. En 2016 la ministre de l'énergie dénonçait le fait qu'une seule des 137 stations-services en opération dans le pays était en règle légalement.

### Un intermédiaire pour le gaz vénézuélien?
Le miracle économique trinidadien est menacé par l'épuisement du gaz naturel. Les exportations sont les premières touchées : début 2017, Atlantic LNG fonctionne en sous-capacité, faute d'approvisionnements en gaz suffisant. La pétrochimie est également affectée.
Tout en essayant de relancer l'exploration sur son territoire, le pays se projette au-delà de la durée de vie de ses propres réserves de gaz en envisageant de prendre le rôle d'intermédiaire pour le gaz vénézuélien. Le Venezuela dispose en effet de réserves de gaz à proximité de Trinidad, et les infrastructures de l'île lui offrent une occasion de les monétiser rapidement. Un premier accord en ce sens, portant sur la vente à Trinité-et-Tobago d'une partie du gaz du gisement offshore Dragon, proche de la frontière a été signé fin 2016.

## Secteur de l'électricité
La distribution de l'électricité est un monopole d'État (Trinidad and Tobago Electricity Commission). En revanche, l'électricité est produite par différentes entreprises, à qui T&TEC rachète la production. Le réseau fonctionne en 60 Hz et la tension domestique est de 115 volts.
La totalité de l'électricité du pays (près de 10 TWh) est produite par des centrales au gaz naturel.

## Impact environnemental
Les émissions de CO2 du pays sont très élevées : selon la banque mondiale, elle s'établissent à 34,5 tonnes par an et par habitant , le niveau le plus élevé du monde après Qatar. Cependant, un tel chiffre est à relativiser : l'essentiel des émissions du pays sont provoquées par l'industrie pétrochimique, dont les produits sont exportés, le consommateur final se situe donc en réalité dans d'autres pays.